# Pachyteria pasteuri
Pachyteria pasteuri là một loài bọ cánh cứng trong họ Cerambycidae.